# Geert Hofstede
Gerard Hendrik Hofstede, noto come Geert Hofstede (Haarlem, 5 ottobre 1928 – Ede, 12 febbraio 2020), è stato un antropologo e psicologo olandese.
È stato un influente ricercatore nell'ambito degli studi delle organizzazioni e, più precisamente di organizzazioni culturali, ossia economia culturale e management. Era uno dei pionieri nella ricerca incrociata di gruppi culturali e organizzazioni e ha svolto un ruolo fondamentale nello sviluppare una struttura per la valutazione e differenziazione di culture nazionali e organizzazioni culturali. I suoi studi dimostrano che ci sono gruppi culturali nazionali e regionali che influenzano il comportamento di società e organizzazioni.
Il suo studio più noto è una poderosa ricerca svolta analizzando più di 100.000 dipendenti dell'IBM in vari paesi del mondo, che gli ha permesso di comparare le principali differenze culturali esistenti nei  paesi in cui l'IBM era presente.
Hofstede ha individuato quattro principali dimensioni per valutare il fenomeno:
- distanza percepita tra chi ha potere e coloro che ad esso sono soggetti
- orientamento all'individualismo o al collettivismo
- inclinazione "maschile" (ai grandi risultati) o "femminile" (allo star bene insieme) della società, uomini e donne, nel suo complesso.
- tolleranza/intolleranza dell'ambiguità

successivamente ha aggiunto un quinto parametro:
- tendenza a identificare come orizzonte temporale il breve termine o il lungo termine

Hofstede ha creato per ciascuno di questi elementi un indice con una scala che va da 0 a 100, il che permette di raffigurare il fenomeno su grafici, tabelle o altro.
Il lavoro è stato reso noto tramite la sua opera Culture's Consequences e in seguito Cultures and Organizations: Software of the Mind, scritta in collaborazione con suo figlio Gert Jan Hofstede.
Subito dopo il suo pensionamento nel 1993, Geert ha visitato numerose università di tutto il mondo per insegnare agli studenti le sue teorie e per continuare la sua ricerca in questo campo. È stato insignito del titolo di Emerito Professore di Antropologia delle Organizzazioni presso l´Università di Maastricht, nei Paesi Bassi. Ha prestato anche servizio come membro esterno del Centro di Ricerca Economica dell´Università di Tilburg a Tilburg, nei Paesi Bassi.